# Усманов, Айтуган Гарифович
Айтуган Гарифович Усманов (19 декабря 1920, Казань — 1 октября 1996, там же) — советский и российский теплофизик, доктор технических наук (1960), профессор (1960), заслуженный деятель науки и техники ТАССР, РСФСР (1968, 1975). Лауреат Государственной премии Республики Татарстан в области науки и техники (1994).

## Биография
После окончания Казанского химико-технологического института (1942) работал на заводе им. Я. М. Свердлова (г. Дзержинск Горьковской обл.). В 1943—1996 годах работал в Казанском технологическом университете: зав. кафедрой теплотехники (1953—1959), директор (1959—1962), заведующий кафедрой теоретических основ теплотехники (1962-95), профессор кафедры (с 1995).

## Научная деятельность
Ученик профессора Г. К. Дьяконова (1907—1953).
Подготовлено 8 докторов и 80 кандидатов наук.
Имеет 3 авторских свидетельства на изобретения. Главный редактор сборника «Тепло- и массообмен в химической технологии».

### Научные интересы
Труды по тепло- и массообмену, теплофизическим свойствам газообразных и жидких органических соединений, процессам теплообмена при фазовых превращениях. На основе методов стат. физики и теории информации разработал новое научное направление — подобие процессов молекулярного переноса. За разработку теоретических основ хим. технологий и совершенствование производства бутилкаучука, оксида пропилена и стирола на АО «Нижнекамскнефтехим» присуждена Гос. пр. РТ (1994).

### Труды
Автор более 200 научных трудов, в том числе:
- Течение гомогенных квазистатических процессов в турбулентной свободной струе : диссертация … кандидата технических наук : 05.00.00. — Казань, 1947. — 142 с.
- Обобщение опытных данных по процессам переноса в газах : диссертация … доктора технических наук : 05.00.00. — Москва, 1957. — 192 с.
- Усманов, А. Г. Обобщение опытных данных по процессам переноса в газах: Автореферат дис. на соискание ученой степени доктора технических наук / Акад. наук СССР. Энергет. ин-т им. Г. М. Кржижановского. М., 1959. 24 с.
- Н. X. Ахунов, К. Б. Панфилович, А. Г. Усманов, «Экспериментальное исследование излучательной способности при повышенных давлениях», ТВТ, 9:4 (1971)
- Теплопроводность органических жидкостей / Г. Х. Мухамдзянов, А. Г. Усманов. — Ленинград : Химия. Ленингр. отд-ние, 1971. — 115 с.
- А. А. Сагдеев, А. М. Низамов, Н. X. Ахунов, А. Г. Усманов, Л. С. Яновский, «Радиационные свойства паров тяжелых углеводородов», ТВТ, 28:6 (1990),
- В. А. Аляев, В. Н. Ветошкин, А. Г. Усманов, Л. С. Яновский, «Радиационно-кондуктивный перенос энергии в жидких углеводородных теплоносителях», ТВТ, 28:6 (1990),
- Ф. М. Гумеров, А. Н. Сабирзянов, Р. Н. Максудов, А. Г. Усманов, «Температуропроводность неквантовых инертных газов в широкой окрестности критической точки», ТВТ, 31:4 (1993),

## Награды
Награждён тремя орденами Трудового Красного Знамени, орденом Почёта, медалями.

## Память
В 2015 г. на главном корпусе КНИТУ (Казань, ул. К.Маркса, 68) открыта мемориальная доска профессору А. Г. Усманову.